# Henohenomoheji
Henohenomoheji (へのへのもへじ) lub hehenonomoheji (へへののもへじ) – twarz rysowana przez japońskie dzieci za pomocą znaków hiragany.
Słowo składa się z siedmiu znaków hiragany: trzech he （へ）, dwóch no （の）, mo （も） oraz ji （じ）. Pierwsze dwa „he” tworzą brwi, dwa „no” to oczy, „mo” – nos, a ostatnie „he” – usta. Twarz ograniczana jest znakiem „ji”, którego dakuten ma oznaczać ucho. Dzieci używają henohenomoheji jako twarzy kakashi (strachów na wróble). Kulturowo łączy się je z popularnymi z prostymi graffiti: północnoamerykańskim „Kilroyem”, brytyjskim "Chadem", kanadyjskim „Clemem”, czy australijskim "Panem Foo", które często pojawiają się w komiksach, książkach, filmach i innego rodzaju publikacjach.

## Warianty
W innych czasach i miejscach obowiązywać mogły inne wersje tej podobizny.
Brazylijczycy japońskiego pochodzenia, którzy uczyli się hiragany w latach 50. ubiegłego stulecia w stanie São Paulo twierdzą, że nie nauczono ich rysowania „ji”, dlatego kreślona twarz pozostawała otwarta, jak w henohenomohe, po prawej. 
Inni ludzie z tego samego okresu, ale z miasta, twierdzą, że nauczono ich rysowania dookoła twarzy dużego „no”, zamiast „ji” (niepokazano). 
Jeszcze inni rysowali go z „i” (い) na końcu, które kreślone było pod „ji”, by utworzyć szyję lub ucho.

## Kultura popularna
- W popularnym anime Naruto, twarz postaci Kakashiego Hatake jest tematem całego odcinka (101.), w którym jego uczniowie starają się mu zerwać jego maskę. Przeciwko jednemu z nich używa przynęty (stracha na wróble) o jego postaci z henohenomoheji zamiast jego twarzy. Jest to dość usprawiedliwione, ponieważ jego imię (Kakashi) oznacza po japońsku stracha na wróble. Kakashi jest w stanie również przyzwać małą sforę ośmiu psów, z których każdy z nich ma na plecach henohenomoheji.

- W anime One Piece Igaram tworzy marionetki z twarzami henohenomoheji uosabiające Luffy, Zoro oraz Nami.

- W grze MSX Parodius, jeden z bossów, powstał na jego podstawie.

- W grze na Sega Genesis, Soleil, marionetka sterowana przez szefa ma go zamiast twarzy.

- W popularnym anime Digimon, digimon Nohemon, digimon-strach na wróble, ma na twarzy genohenomoheji.

- W grze na Nintendo DS, Animal Crossing: Wild World, twarz gościa Blanki to henohenomoheji, może być ona zmieniona na twarz wykreowaną przez gracza.

- W grze wideo na PlayStation 2 Ōkami postaci są reprezentowane za pomocą ikony henohenomoheji unoszącej się nad ich głowami, jeśli tylko są zbyt daleko, aby je zobaczyć.

- W grze na PlayStation 2, Chulip, wszyscy zwykli pracownicy fabryki mają twarze henohenomohe.

- W anime Melancholia Haruhi Suzumiyi, krótka scena z odcinka 11. pokazuje flotę Koizumi z załogą złożoną z henohenomoheji.

- W mandze Ranma ½, tytułowy bohater Ranma Saotome często nosi twarz henohenomoheji.

- Mangaka Yū Watase często portretowana jest w masce henohenomoheji.

- W anime Mononoke, sprzedawca leków nosi przez krótki okres henohenomoheji na swojej pustej twarzy podczas łuku Noppera-bō zanim odzyska własną.